# Cathédrale Sainte-Marie de Tolède
Cette  cathédrale n’est pas la seule cathédrale Sainte-Marie.
La cathédrale Sainte-Marie de Tolède est le siège de l'archevêque de Tolède qui possède le titre de primat d'Espagne, et ce depuis les Wisigoths qui avaient fait de la ville leur capitale politique et religieuse. L'édifice actuel fut bâti en style gothique à compter de 1226, à l'emplacement de l'ancienne grande mosquée de la cité. Aujourd'hui encore, la cathédrale de Tolède domine la ville impériale de sa haute flèche, et appartient au cercle des plus prestigieuses cathédrales espagnoles. Elle est classée sur la liste du patrimoine mondial de l'UNESCO depuis 1986, au même titre que l'ensemble du centre historique de la ville.

## Histoire

### Les origines
Une première cathédrale fut construite au VIe siècle par le premier évêque de la ville, saint Eugène, sous le règne du roi wisigoth Récarède Ier. Néanmoins, peu après la prise de la ville par les Musulmans en 712, ces derniers font bâtir à cet emplacement une mosquée qui sera plusieurs fois modifiée et agrandie. En 1085, Alphonse VI de Castille reconquiert la ville. Les capitulations prévoient que les Maures pourraient rester sur place et continuer à pratiquer leur culte dans les temples existants. Ainsi nous le dit la Estoria de España d'Alphonse X (chap. 897) :
« Et fue esto en el mes de mayo, el dia de Sant Vrban, XXIIII dias andados dell, que se dio Toledo a este rey don Alffonsso el sesto. Et dierongela los moros a esta pleytesia : (…) et otrossi la mezquita mayor que fuesse siempre de los moros." »
En décembre 1085, Alphonse VI convoque les Cortes de Castille à Tolède, et décision y est prise de restaurer le siège ecclésiastique de Tolède, avec le rang d'archevêché. Le premier archevêque élu est Bernard de Sédirac, moine bénédictin de l'abbaye de Cluny, devenu abbé de Sahagún en 1080. Un de ses premiers gestes est de violer les traités de capitulation de la ville en pénétrant dans la grande mosquée pour en chasser les musulmans ; il agit sur les conseils de la reine Constance, femme d'Alphonse VI, lequel se trouve alors à León. Instruit de la nouvelle, Alphonse VI quitte Sahagún et se rend à Tolède pour châtier l'archevêque ayant trahi les pactes de capitulation de la ville. À son arrivée, selon les chroniques, le roi rencontre la population musulmane qui lui demande de pardonner les fautifs, craignant d'avoir dans le futur à subir leurs foudres après la disparition du roi. La mosquée est alors très officiellement convertie en église cathédrale en 1088, avec la bénédiction du pape Urbain II, qui confirme la primatie de Tolède sur l'Église des Espagnes dans la bulle Cunctis Sanctorum.
Commence alors une époque de splendeur pour l'archevêché de Tolède, organisé autour de la cathédrale. Auréolés de leur titre de primat d'Espagne (titre en réalité honorifique, mais conférant de considérables avantages), les titulaires du siège métropolitain mènent une politique volontariste, très étroitement liée au pouvoir royal, que les archevêques épaulent très largement durant la Reconquête. Le patrimoine — notamment foncier — de l'archevêché s'en retrouve très largement conforté, les titulaires de la cathédrale de Tolède en venant à dominer la plus grande partie du royaume de Tolède.

### L'édifice actuel
Après la reconquête de la ville en 1085, la grande mosquée convertie en cathédrale demeure intacte jusqu'au début du XIIIe siècle. À la suite de l'éclatante bataille de Las Navas de Tolosa en 1212, l'archevêque Rodrigo Jiménez de Rada décide qu'il est temps de bâtir un nouvel édifice à l'emplacement du temple d'origine musulmane. Cet archevêque d'origine navarraise dispose d'un grand pouvoir, et s'appuie notamment sur ses excellentes relations avec le roi de Castille Ferdinand III (pour lequel il rédige une grande chronique d'Espagne en latin : De Rebus Hispaniae).
Le projet est mis en place entre 1222 et 1224, selon les canons du gothique français, que l'Archevêque connaissait d'expérience. Celui-ci pose la première pierre de l'édifice en compagnie du roi Ferdinand III le 14 août 1226. C'est un maître français, Maître Martin, qui semble avoir été le premier maître d'œuvre à partir de 1227, et ce, jusqu'en 1234. Il élabore le plan et dirige les travaux, il s'inspire des modèles français de la famille de Notre-Dame de Paris (Bourges notamment) en adoptant un plan à cinq nefs et double déambulatoire. Son successeur est un certain Pedro Pérez qui poursuit les travaux à un rythme soutenu, le chevet étant achevé dès 1247. On observe cependant un ralentissement après la mort de l'Archevêque Rodrigue en 1248. Pedro Pérez meurt en 1291, lui succèdent divers maîtres, dont Rodrigo Alfonso puis Alvar Martínez, qui dessinent le clocher flamboyant et commencent sa construction. Le transept est achevé autour de 1300, la suite des travaux est, quant à elle, beaucoup plus lente, puisqu'il faut attendre le règne des rois catholiques pour voir terminer les nefs, sous le mandat de l'archevêque Pedro González de Mendoza. La fin des travaux est due à un maître d'origine flamande : Hannequin de Bruxelles, arrivé au milieu du XVe siècle, en compagnie du sculpteur Egas Cueman. Hannequin de Bruxelles ne se contente pas d'achever la nef, il mène à bout les travaux de la tour-clocher et ajoute à l'édifice portails et chapelles, dans le plus pur gothique flamboyant (style isabélin).
La structure générale de l'édifice ne souffre alors plus de modifications majeures, à l'exception de l'ajout de quelques éléments extérieurs, telle la Puerta Llana, ajoutée en 1800. C'est en revanche à partir du XVIe siècle que se constitue l'actuelle décoration intérieure, d'une très grande richesse, et très représentative des styles Renaissance et Baroque. Par ailleurs, la cathédrale se dote d'une collection d'œuvres d'art (tableaux, mobilier liturgique…) d'une grande importance.

## Architecture

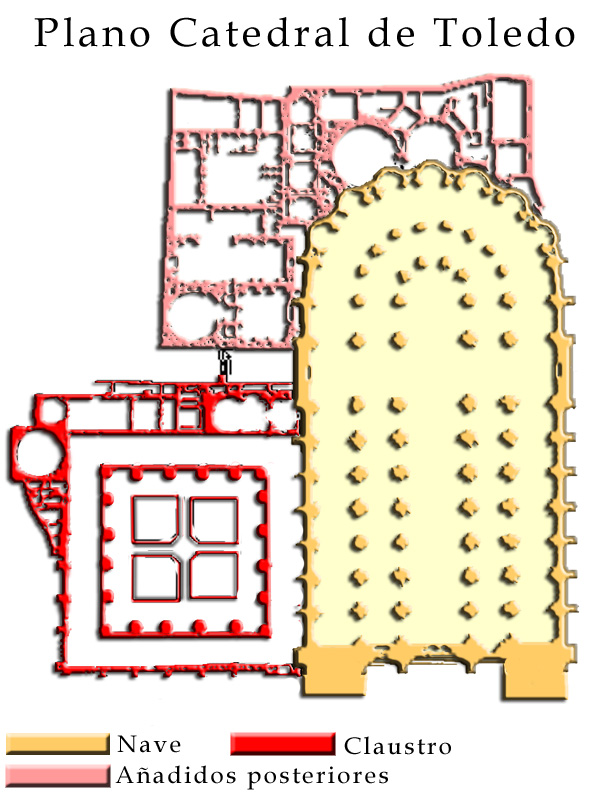
Plan de la cathédrale de Tolède.

Le plan de la cathédrale de Tolède s'inspire de celui de Notre-Dame de Paris ou de Saint-Étienne de Bourges, en adoptant une structure à cinq nefs, double déambulatoire et un transept s'inscrivant dans la largeur totale des nefs. L'édifice mesure 120 mètres de long sur 59 de large, et la nef principale s'élève à 44,50 mètres, soutenue par quatre-vingt-huit piliers. Construite à l'origine dans un style gothique rayonnant, la lente évolution des travaux (du début du XIIIe à la fin du XVe siècle) de la nef et de la façade a conduit à l'aspect actuel du bâtiment, qui représente en quelque sorte toute l'évolution du style gothique dans la péninsule.

### L'extérieur
La cathédrale se distingue nettement par son élévation et sa masse imposante au milieu du vieux Tolède, constitué d'un dédale de ruelles escarpées, lovant l'édifice à l'est, au nord et au sud. La façade occidentale, sur la place de la mairie, peut bénéficier d'une vue plus ample. On ne peut néanmoins pas véritablement prendre conscience des proportions et de la configuration du temple.

#### La façade occidentale

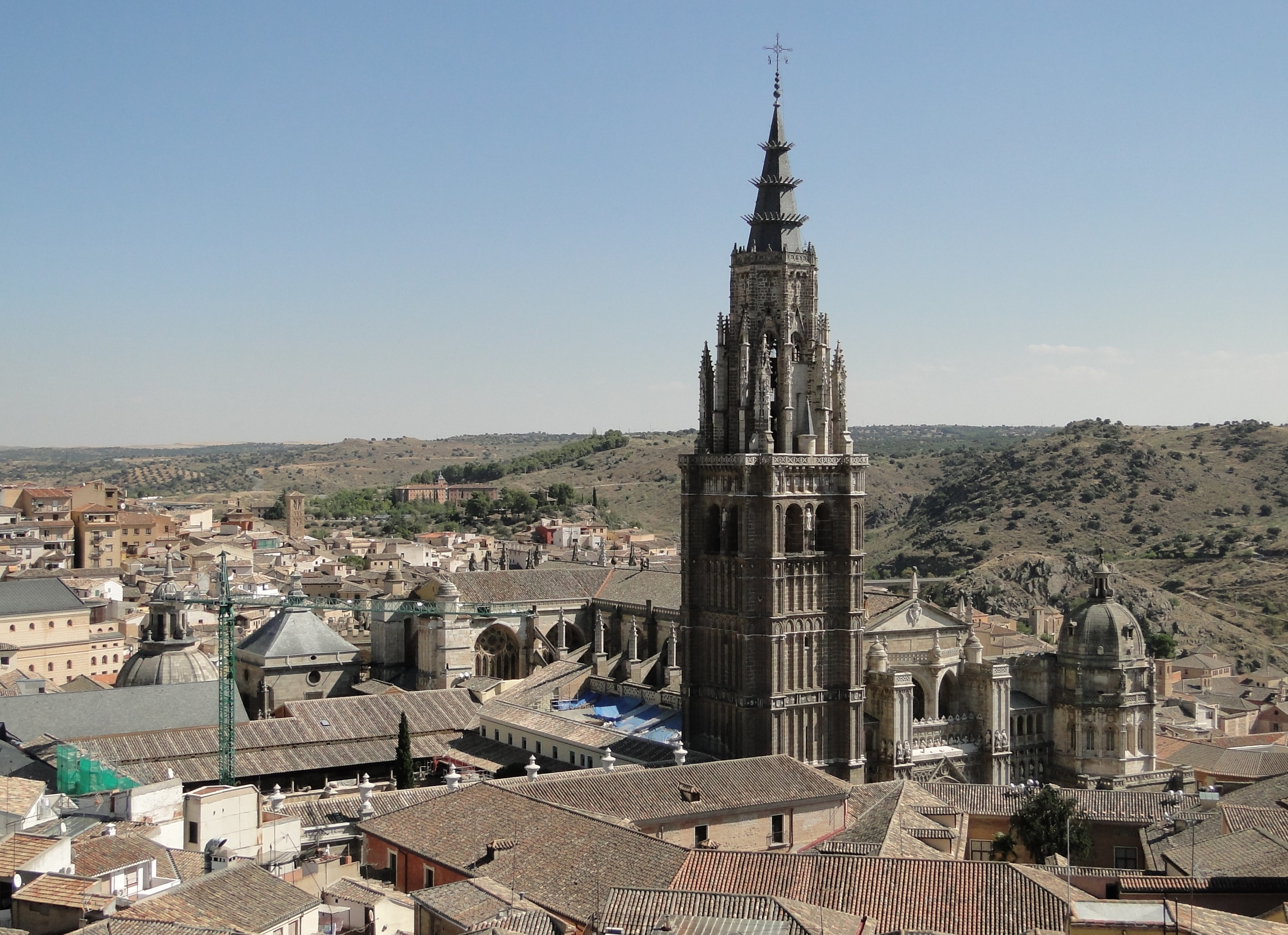
La cathédrale vue de l'église de San Ildefonso.

La façade principale, peu élevée, est très nettement dominée par les lignes horizontales, que viennent compenser le clocher nord et d'autres éléments secondaires, tout en verticalité. Elle se compose de deux niveaux. Le niveau inférieur est composé d'une série de trois portails, surmontés de divers éléments décoratifs (sculptures, frises). Le niveau supérieur s'articule quant à lui autour d'une galerie en terrasse, laissant ressortir le vaisseau de la nef, en retrait. En dépit du manque apparent d'organisation de l'ensemble, l'impression générale est celle d'une façade harmonieuse rythmée par des éléments architecturaux de grande qualité tels le clocher nord et les portails.
La façade est enserrée entre les deux tours, saillantes, dont les bases ne sont ornées d'aucun type de décoration. Seule la tour nord a été effectivement élevée, entre 1380 et 1440. Carrée, la partie inférieure du clocher — de style gothique rayonnant — est consolidée à chaque angle par une série de doubles contreforts, et décorée d'arcatures gothiques aveugles. La partie supérieure s'organise autour d'une flèche flamboyante octogonale, prenant pied sur une plate-forme hérissée de pinacles. La flèche est percée de baies géminées couronnés de gâbles, et est ornée de rayons symbolisant la couronne d'épines, le tout atteignant 90 mètres de hauteur. L'autre tour, dont seule la base a été bâtie au Moyen Âge, est surmontée d'une coupole ajoutée au XVIIe siècle, par le fils du Greco.
La façade est percée d'un triple portail datant du XIVe siècle, aux proportions élégantes et au riche programme iconographique exécuté en profondeur, remarquable dans sa réalisation. Ce portail s'articule autour de la porte centrale, la Puerta del Perdón, surmontée d'un gâble et d'une galerie d'arcatures gothiques aveugles. La Puerta del Perdón est consacrée à la Vierge représentée au tympan en train de remettre une chasuble à l'évêque Saint Ildefonse (657-667). Au trumeau figure un Christ, tandis que les voussures représentent des saints, des rois et des anges, le tout dans un décor marqué par les armes des Royaumes de Castille et de León. Cette porte est entourée de deux autres consacrées à l'Enfer et au Jugement Dernier, cette dernière étant la plus ancienne (1300).
D'autres adjonctions furent opérées à l'époque baroque, essentiellement dans la partie supérieure (fronton et décor plaqués sur la partie saillante de la nef), sans pour autant menacer l'aspect général de la façade.

#### Les flancs sud et nord, le chevet

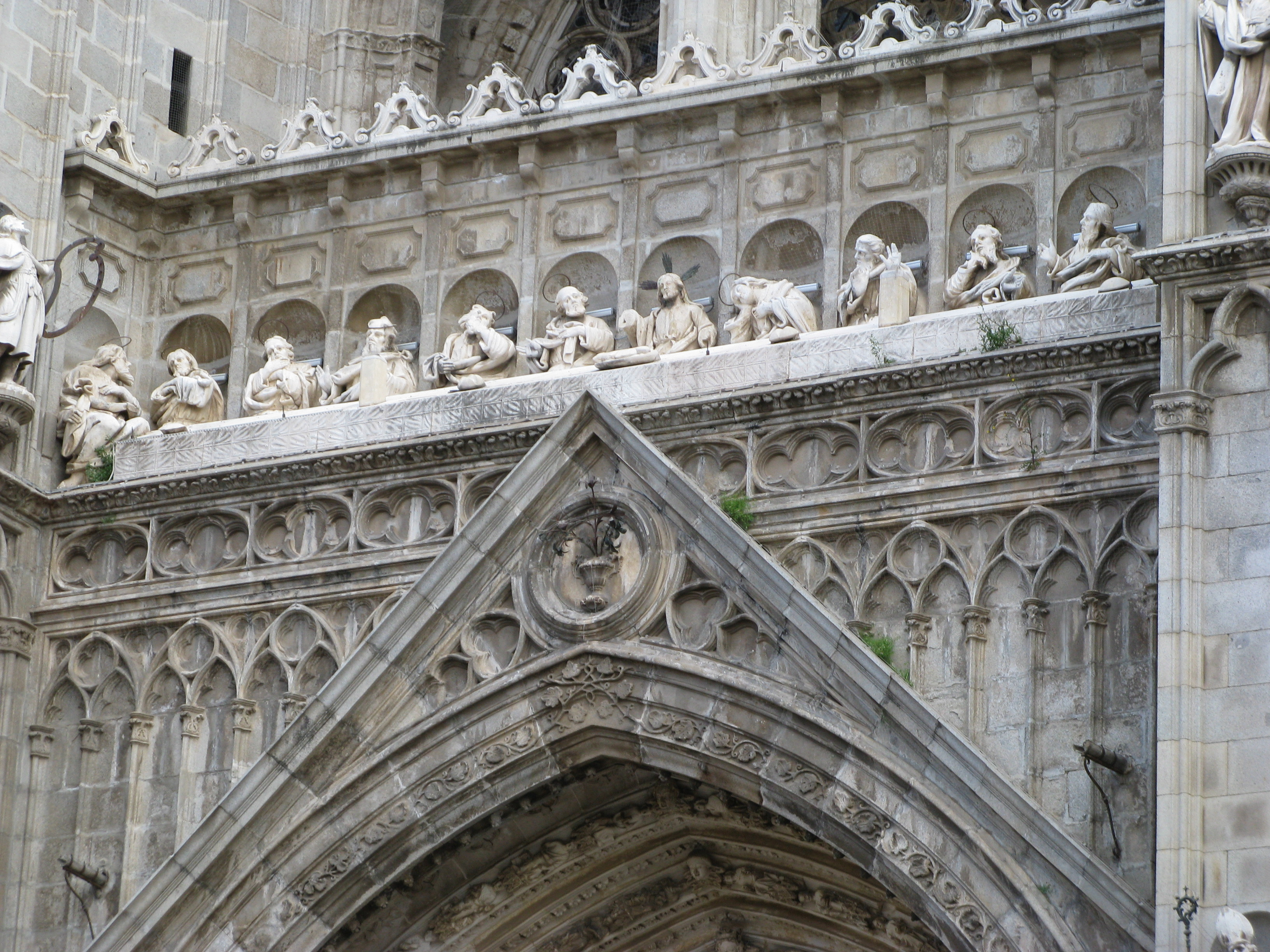
La Cène, portail de la façade principale.

Les faces latérales et le chevet de la cathédrale sont rythmés par d'élégants arcs-boutants de style rayonnant, scandant les différentes travées du long édifice. Les arcs à double volée retombent sur des culées appuyées sur le mur extérieur des collatéraux, de faible largeur. Comme à Notre-Dame de Paris, cette caractéristique confère à l'ensemble du bâtiment un caractère enveloppant harmonieux. Par ailleurs, à l'exception du chevet, des baies à meneaux sont percées sur deux niveaux entre chaque arc-boutant : au niveau des bas-côtés et au clair-étage de la nef.
Sur le flanc nord, au transept, figure la Puerta del Reloj, la plus ancienne des entrées de la cathédrale (1280-1300). Le tympan s'organise en quatre registres de très bonne facture représentant l'Annonciation, la Nativité, l'Adoration des Mages, le Massacre des Innocents, la Fuite en Égypte, la Circoncision, Jésus parmi les docteurs, la Présentation au Temple, le Baptême, les Noces de Cana, et la Dormition.
Au flanc sud s'ouvrent deux portes : la Puerta llana néoclassique (1800) et surtout la Puerta de los Leones, exécutée entre 1452 et 1465, dans le style gothique flamboyant.

### Espaces intérieurs

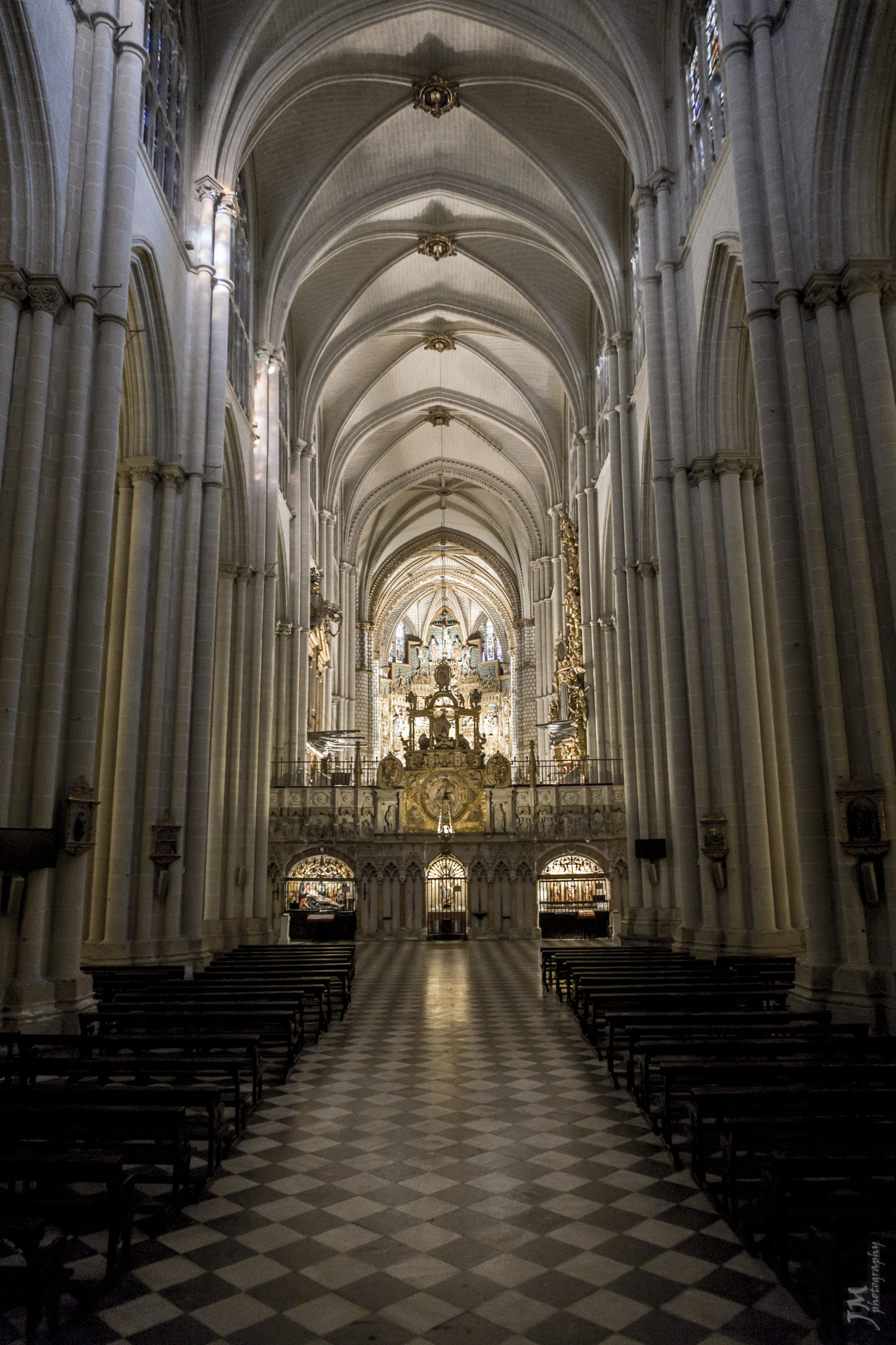
La nef et le jubé devant le chœur.

L'espace intérieur de la cathédrale est structuré en cinq grandes nefs, dominées en hauteur et en largeur par la nef centrale, d'une hauteur sous voûte de 44,50 m. Cette nef est partagée en deux étages seulement : grandes arcades et clair-étage ; celui-ci est percé de fenêtres à meneaux de style fleuri. Les différents vaisseaux sont séparés par quatre-vingt huit colonnes fasciculées s'élançant de manière saisissante, et sur lesquelles viennent reposer les doubleaux et formerets qui partagent les voûtes en quatre parties. Les clefs de voûte sont quant à elles dotées d'éléments décoratifs propres à la péninsule ibérique, et de tradition mudéjare. Le tout est éclairé par 750 verrières exécutées entre le XVe et le XVIIe siècle.
La voûte de la croisée du transept repose sur un réseau de nervures formant diverses figures géométriques entrelacées.
Le chœur se distingue du reste de la nef par la présence d'un étage supplémentaire, un triforium aveugle. Cette partie est en effet la plus ancienne de l'église cathédrale et répond aux canons du gothique rayonnant. Le caractère nettement mudéjar des arcs polylobés entrecroisés du triforium distingue cependant le chœur de Tolède des autres chœurs contemporains en Occident.
Le déambulatoire est conçu comme le prolongement des double-collatéraux et se compose de deux galeries. Les constructeurs tolédans ont innové par rapport à leurs prédécesseurs français en substituant aux traditionnelles travées trapézoïdales une alternance de travées rectangulaires et triangulaires, qui confèrent à l'endroit une très grande grâce. Autour du déambulatoire extérieur se succèdent quinze chapelles absidiales, alternant entre formes semi-circulaire et rectangulaire. L'ensemble des vaisseaux et du chœur produit un effet de pureté et d'élévation exceptionnel.

#### Sacristie
Elle est édifiée à la fin du XVIe siècle par Vergara el Mozo et possède une voûte ornée d'une fresque grandiose de Luca Giordano qui représente la Descente de la Vierge pour la remise de la chasuble à Saint Ildefonse et sur laquelle on peut contempler l'autoportrait du peintre dans la dernière fenêtre du côté gauche. Au fond, se détache le tableau de L'Expolio que le Greco peignit en cet endroit même en 1587 sur commande du Chapitre ; il est encadré par un retable de marbre et bronze réalisé en 1798 qui se substitua à celui du Greco et duquel ne subsiste qu'un groupe de sculptures comme ‘’l'Imposition de la chasuble’’. La salle entière est une authentique pinacothèque composée de tableaux des peintres les plus importants tels que : Le Greco, Le Caravage, Titien, Antoine van Dyck, Pedro Orrente, Tristan, Goya, Morales et José Ramos. D'un côté se trouve le tombeau d'albâtre roman du cardinal Don Luis de Bourbon, œuvre de Salvatierra de 1824. Près de la sacristie se trouve la sacristie de l'archevêque avec des œuvres de peintres tels que José de Ribera, Francesco Bassano et Bellini entre autres, et un peu plus loin, deux salles complètent ces dépendances avec les ornements liturgiques réalisés à Tolède entre les XVe et XVIIe siècles.

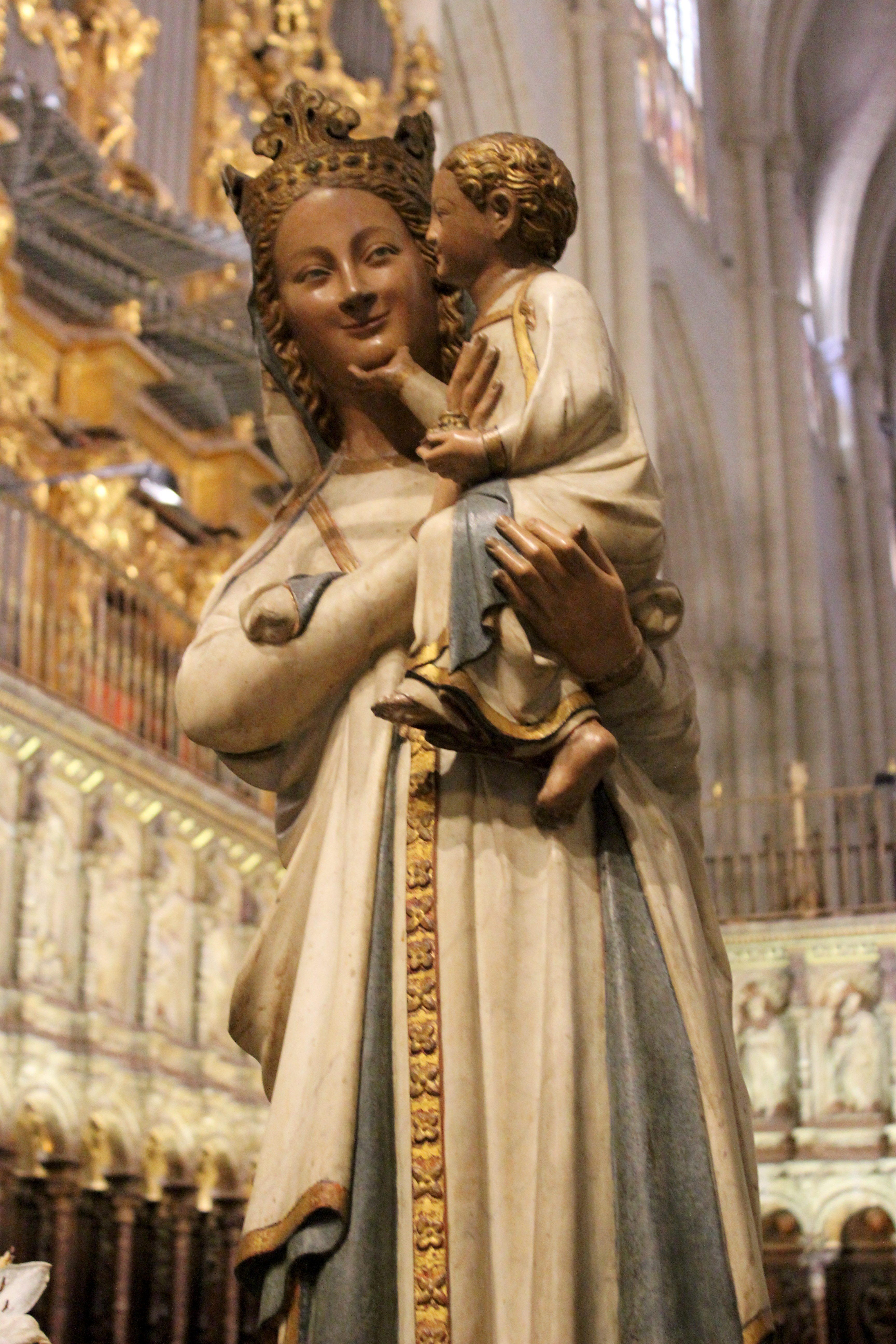
La Vierge Blanche.

#### Chœur
En face de l'autel principal repose le chœur le plus beau parmi les cathédrales européennes, réalisé pour loger le clergé de la cathédrale : archevêque, chanoines et chapelains du chœur. II est composé de stalles basses réalisées du côté droit par Alonso Berruguete et du côté gauche par Felipe Bigamy. Les stalles hautes furent prises en charge par Rodrigo Alemán entre 1489 et 1495 et représentent les épisodes de la conquête de Grenade. À chaque latéral se trouvent deux grands lutrins de 1570 réalisés par Nicolas de Vergara l'Ancien et son fils Nicolás de Vergara le Jeune. Au centre, le lutrin de l'aigle est de création allemande. Une belle sculpture gothique française du XIVe siècle présidant l'autel témoigne de la douceur et de la beauté de la Mère, appelée la Vierge Blanche. Une grille, ouvrage de Domingo de Cespedes entre 1541 et 1548, isole le chœur.

#### Transparent

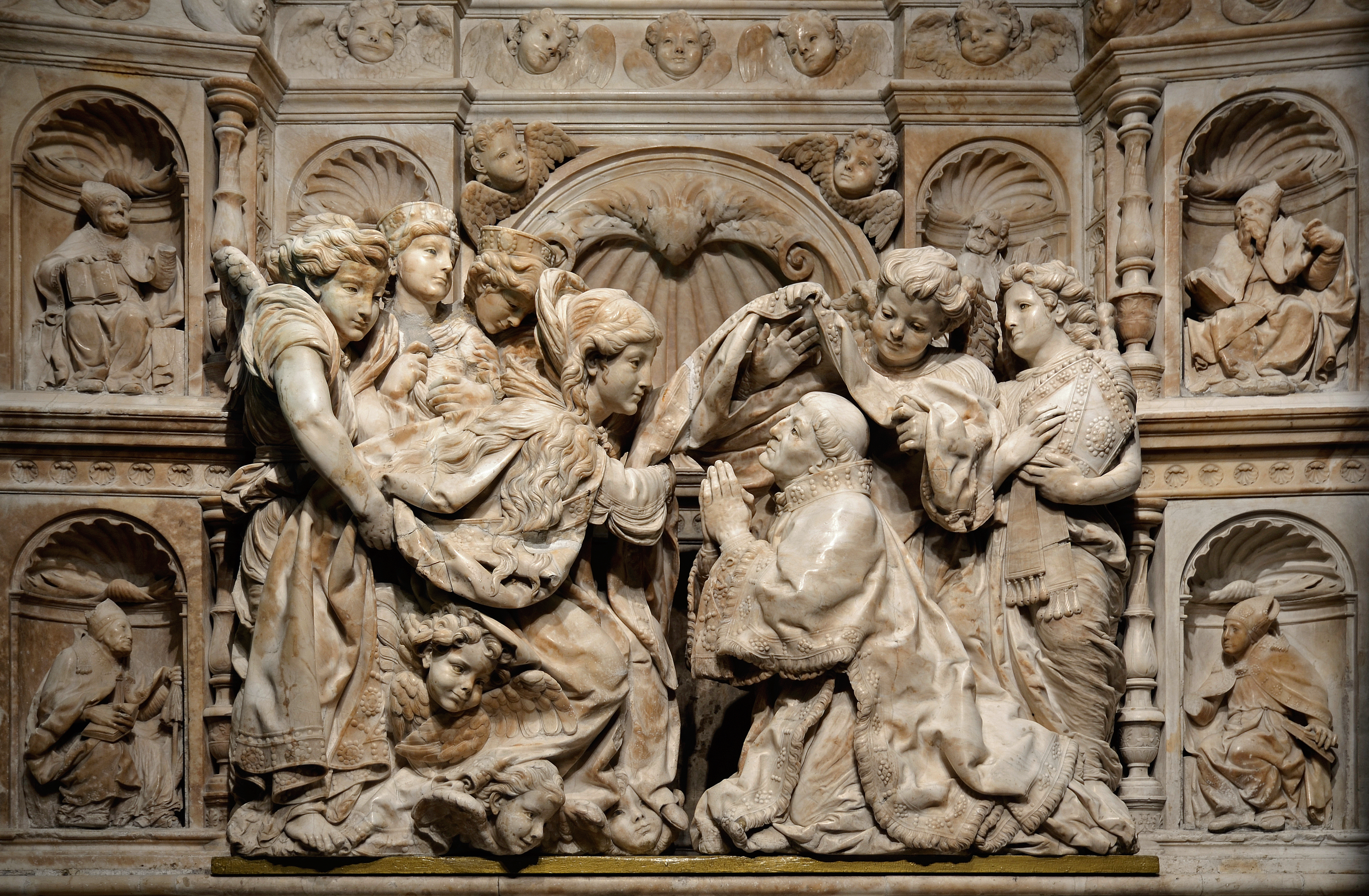
Apparition de Sainte Léocadie, bas-relief de la chapelle de la Descente de la Vierge

Considéré à son époque comme l'œuvre la plus représentative du baroque espagnol, il est intégré à la partie postérieure de l'autel principal dans un retable de marbre espagnol et genevois et représente l'Apothéose du Saint Sacrement de l'Eucharistie. Dans le centre de ce retable se trouve une fenêtre ovale entourée d'archanges qui illumine le tabernacle, et dont la lumière arrive grâce à une ouverture dans la voûte de la girolle où est représentée la Gloire avec tous les principaux saints. Cette œuvre magnifique fut réalisée par Narciso Tomé en 1732 et prise en charge par l'archevêque Diego de Astorga qui est enterré devant son autel. Le retable est composé d'un premier groupe de sculptures, la Vierge et l'Enfant, les bas-reliefs de David et Ajimelec et de la rencontre d'Abigail et David où se trouve la signature de l'auteur. Dans le deuxième groupe se trouvent les sculptures de sainte Léocadie et sainte Casilde, au-dessus la Sainte Cène, plus haut, Saint Eugène et Saint Ildefonse et finalement le retable couronné par les trois vertus théologales qui furent sculptées antérieurement, en 1677.

#### Trésor

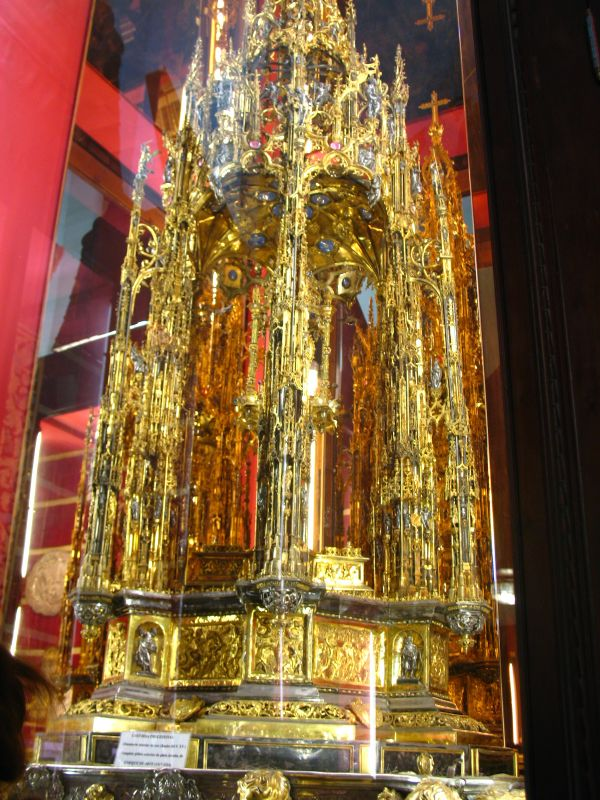
Custode réalisée par Enrique de Arfe entre 1515 et 1524.

En 1900 avec le Cardinal Sancha, et pour plus de sécurité et vigilance, on habilita la pièce du Trésor sous la tour. On y trouve dans des vitrines plusieurs des principales œuvres d'orfèvrerie de la cathédrale. Sur elles, les peintures pour les cartons des tapis qui seront plus tard élaborés dans la Fabrique de Sainte Barbe en 1750. Mais ce qui se détache le plus dans le Trésor est la grandiose custode processionnelle, commandée par le cardinal Cisneros à Enrique de Arfe en 1515, qui abrite l'ostensoir ou petite custode, dans son intérieur. Celle-ci fut acquise par le cardinal Cisneros d'un legs de la Reine Isabelle la Catholique et selon la croyance populaire elle fut réalisée avec le premier or qui arriva d'Amérique. Enrique de Arfe exécuta cette custode d'après l'origine des tours de la cathédrale gothique et de la custode centrale du retable principal. Elle mesure 2,50 mètres de haut et elle est divisée en trois parties. Elle est composée de 5 600 pièces unies par 12 500 vis et elle contient 250 petites statues d'émail et d'argent doré. Elle est couronnée par une croix de diamants réalisée en 1600 et un piédestal du XVIIe siècle d'argent offert par le cardinal-infant Louis Antoine de Bourbon. Parmi de nombreuses autres œuvres d'art de ce Trésor, figure la Bible de saint Louis des ateliers royaux français, qui fut offerte en 1258 à Alphonse X de Castille. D'autres œuvres importantes d'orfèvrerie sont également présentées dans les vitrines.

#### Cloître
La construction du cloître fut commencée sous le pontificat de l'archevêque Don Pedro Tenorio par l'architecte Rodrigo Alonso en 1389, et fut terminée par le Maitre Alvar Gonzalez en 1425. Au XVe siècle, ses murs étaient couverts de fresques de Pedro Berruguete et Comontes, représentant la Vie et la Passion du Christ. En raison de l'humidité et aux inclémences du temps elles se détériorèrent et sur ce qu'il resta, Francisco Bayeu et Mariano Salvador Maella, durant le mandat du cardinal Lorenzana, réalisèrent une nouvelle série sur la vie des saints de Tolède (1776-1787). Il s'agit d'une série de onze fresques :  Prédication de saint Eugène  ;  Décollation de saint Eugène (1776-1777) ;  Translation du corps de saint Eugène  (1779) ;  Révélation de Saint Denis à Hercoldo  (1777) ; La Charité de sainte Casilde (1779) ; La Mort de sainte Casilde  ; Le Miracle de sainte Casilde  (1779) ; L'Exhortation de saint Euloge  (1784) ;  L'Enlèvement et le martyre du Saint Enfant de la Garde  (1784) ; Saint Ildefonse et Saint Julien inspirés par le Saint-Esprit (1785) et  L'Aumône de Saint Eladio  (1787). En face de la peinture qui représente le déplacement des reliques de Saint Eugène, il existe une colonne avec une boule et une croix avec des fragments de pierre, qui fut découverte en 1591 près de Saint Jean de la Pénitence, supposée être la première pierre de l'ancienne église wisigothe transformée postérieurement en mosquée et qui actuellement est cette cathédrale. Il est également possible de contempler d'autres peintures de Francisco Bayeu qui représentent : La Charité, La Délation et La Mort de Sainte Casilde. Près de la porte de la chapelle Saint-Blaise et de chaque côté, se trouvent des peintures de Bayeu représentant Saint Julien et Saint Ildefonse. La porte qui conduit au cloître haut construite par mandat du cardinal Cisneros en 1500 se trouve à côté.

##### Chapelle Saint-Blaise
Située à l'angle nord-est du cloître, fut construite à partir de 1397 la chapelle Saint-Blaise, érigée par ordre de l'archevêque Don Dedro Tenorio pour son enterrement. C'est un espace central couvert par une voûte octopartite dont les nerfs reposent sur des supports. On y accède à travers un portique gothique à arc ogival et archivoltes décorées de motifs végétaux. On remarque également un groupe sculpté de l'Annonciation taillée par le sculpteur Ferran Gonzalez, également auteur des sépulcres de Pedro Tenorio et de son fidèle conseiller Don Vicente Arias, évêque de Plasencia, situé au centre de la chapelle.
Sans aucun doute, le plus grand trésor que possède cette chapelle sont ses peintures murales qui ont pu récemment être sauvées et restaurées car elles étaient détériorées depuis longtemps par l'humidité. Celles qui sont situées au-dessus de la corniche reproduisent différents passages du 
Credo. Le côté ouest représente les Évangélistes saint Jean et saint Luc en train d'écrire. Depuis cet endroit en suivant les aiguilles d'une montre, il est possible d’observer : l'Annonciation (mur ouest) ; l'Adoration des bergers, Jésus devant Caïphe, la Crucifixion, le Saint Enterrement (perdu), la Descente aux Limbes (perdu) ; l'Ascension du Christ (mur est) ; le Fils assis à la droite du Père, le Jugement dernier, la Pentecôte, la Résurrection de la chair (mur sud) et la Transfiguration au mont Thabor (mur ouest). Sous la corniche demeurent quelques fragments du Jugement Dernier (ouest), de l'histoire de saint Antoine (nord) et de la Vie de saint Blaise (est). Sur l'arc de l'entrée à la chapelle plusieurs scènes de la vie et des miracles de saint Pierre ont été peintes.

#### Chapelles

##### La grande chapelle

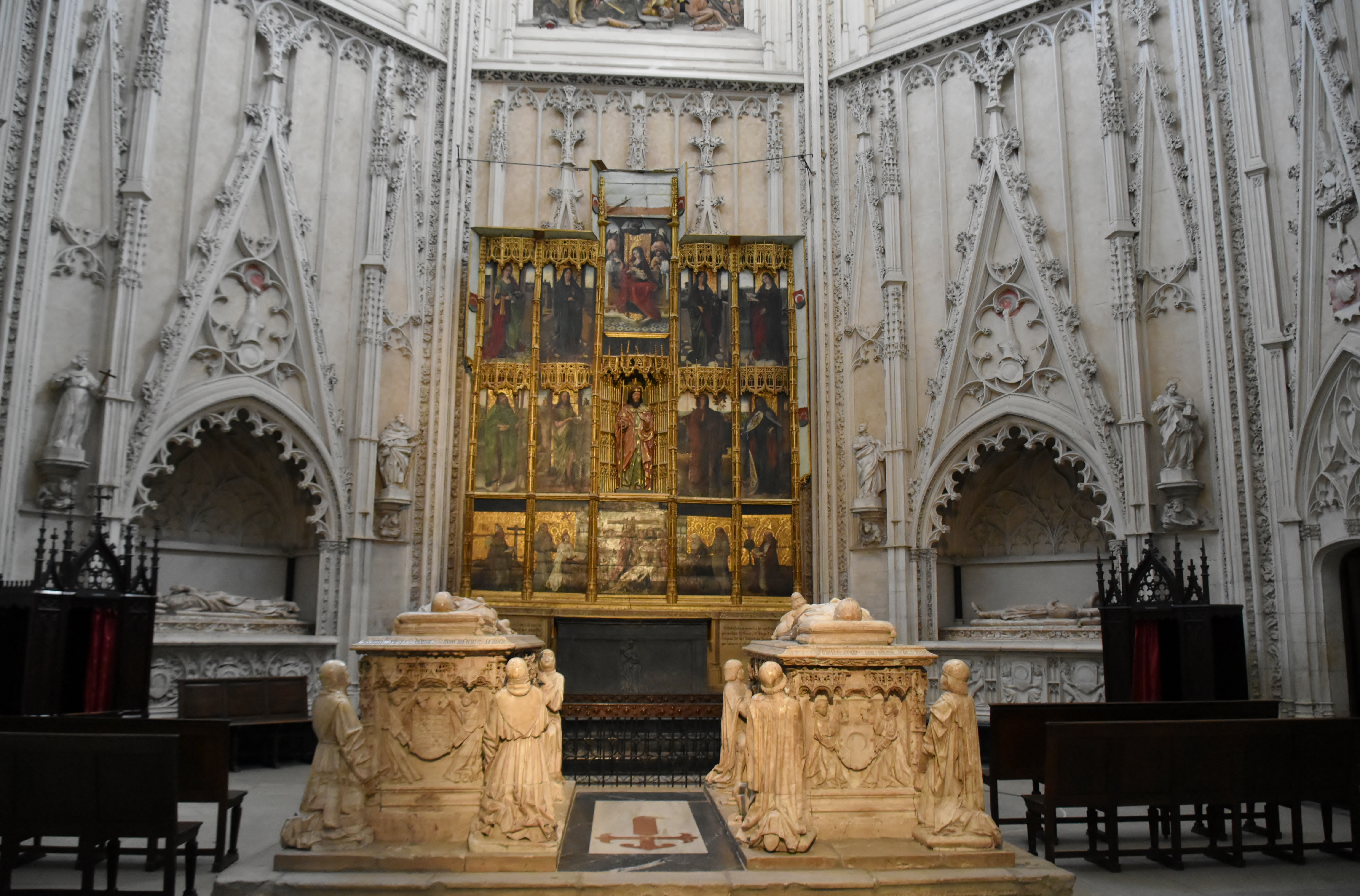
La grande chapelle.

Le plan actuel est dû au cardinal Cisneros qui ordonna sa modification en substituant plusieurs des éléments précédents. II réussit une amplification en déplaçant les Anciens Rois à un latéral tout en conservant les sépulcres originaux : le roi Alphonse VII de León et Castille à gauche et ses fils Sancho le Désiré et Sancho le Combattif à droite.
Le majestueux retable en bois polychrome et doré fut réalisé par Petit Jean sous la direction d'Enrique Egas et de Pedro de Gumiel. Sa construction dura six ans (1498-1504) et de grands sculpteurs comme Felipe de Bigamy, Diego Copin et Sebastian Almonacid y travaillèrent. La dorure et la polychromie sont l'œuvre de Francisco de Amberes et de Juan de Borgona. Ce retable se divise en trois corps composés de cinq rangées verticales dont deux plus étroites aux extrémités à la mode des auvents et à sa base, une grande prédelle. Au centre, dans la partie inférieure du retable, se loge le tabernacle, chef-d'œuvre de filigrane en bois doré. Le parvis du retable est surmonté par un calvaire de grande dimension entouré d'un ciel étoilé.
À gauche de la chapelle, se trouve le sépulcre du cardinal Mendoza (†1495), une des premières œuvres de la Renaissance espagnole attribué à Domenico Fancelli. La grande chapelle est isolée par une somptueuse grille « Renaissance » œuvre de Francisco de Villalpando qui travailla dix ans à son exécution. Elle se divise en deux corps de cinq parties et elle est surmontée par les armoiries de Charles Quint et un crucifix grandiose.

##### Chapelle Mozarabe
La chapelle du Corpus Christi, connue comme la chapelle Mozarabe, fut destinée en 1504 par le cardinal Cisneros, à célébrer le rite hispano-mozarabe qu'avec difficulté avaient réussi à conserver les Mozarabes et qui, depuis la reconquête de la ville en 1085, ne se célébrait plus qu'à Tolède. À sa place se trouvait l'ancienne salle capitulaire de laquelle ne se conserve qu'un ciel étoilé découvert récemment. Les plans sont du fameux architecte Enrique Egas et les travaux durèrent de 1502 à 1510, mais en 1622 après un incendie elle dut être reconstruite par le fils du Greco, Jorge Manuel, et finalisée en 1631. À la porte d'entrée, se trouve une grille travaillée par Juan Frances en 1524, couronnée par les armoiries de Cisneros et du chanoine ouvrier Diego Lopez de Ayala. Derrière, un trompe-l’œil gothique en forme de portail, peint par Juan de Borgona en 1514 surmonté par une Pietà attribuée à Enrique Egas. À l'intérieur, on peut contempler les peintures murales qui commémorent le siège et la prise d'Oran par le cardinal Cisneros en 1509 peintes par Juan de Borgona en 1514. Un retable réformé préside l'autel composé par des tableaux de saints et couronné par un crucifix ibéro-américain de 1590, et en plus une  mosaïque centrale, élaborée dans les ateliers du Vatican et commandée par le cardinal Lorenzana, représentant la Vierge et l'Enfant selon une gravure de Carlos Maratta. Dans cette chapelle se célèbre journellement le culte en rite hispano-mozarabe.

##### Chapelle de SaintIldefonse
Cette chapelle fut construite pour l'enterrement de l'insigne cardinal Gil Carrillo de Albornoz (†1364), légat pontifical, ministre d'Alphonse XI de Castille et fondateur du Collège espagnol de Bologne. Il occupe la partie centrale de l'abside, de forme octogonale et style gothique avec une voûte aux nervures ogivales et armoiries d'Albornoz. Le centre de la chapelle est occupé par le tombeau du fondateur. Récemment, entre les grilles et le sépulcre d'Albornoz fut enterré le cardinal Marcelo Gonzalez Martin († 2004). Le retable central du fond fut édifié en 1780 par Ventura Rodriguez avec la représentation de la Descente de la Vierge pour la remise de la chasuble à Saint Ildefonse. À droite de l'autel, le sépulcre de Don Alonso Carrillo de Albornoz, évêque d'Avila, œuvre du plateresque espagnol et réalisé par Vasco de la Zarza en 1515. La chapelle avait déjà été dédiée à saint Ildefonse à l'époque de l'archevêque Jimenez de la Rada (1215).

##### Chapelle des Rois Nouveaux
La chapelle d’origine a été fondée par Henri II en 1374, prenant le nom de Chapelle Royale. Elle était située au pied de la nef nord, gênant le passage par le fond de celle-ci. Le chapitre voulu changer l'emplacement de cette chapelle en 1534 pour dégager la nef. Ce travail fut réalisé par l'archevêque Alonso de Fonseca y Ulloa, qui demanda à l'empereur l'autorisation de déplacer les dépouilles enterrées là.  
La chapelle actuelle est située entre celles de Santiago et celle de Sainte Léocadie. Son accès est étrange et difficile, imaginé par l’architecte Alonso de Covarrubias. C'est une chapelle sans culte ; mais auparavant, l’office était célébré par le chapitre appelé Capellanes de Reyes.  

##### Chapelles du déambulatoire
Les chapelles d'origine étaient petites et se succédaient en alternant leur taille, comme le voulaient les voûtes. Au fil des rénovations, certaines d'entre elles ont complètement changé d’emplacement et de taille.  

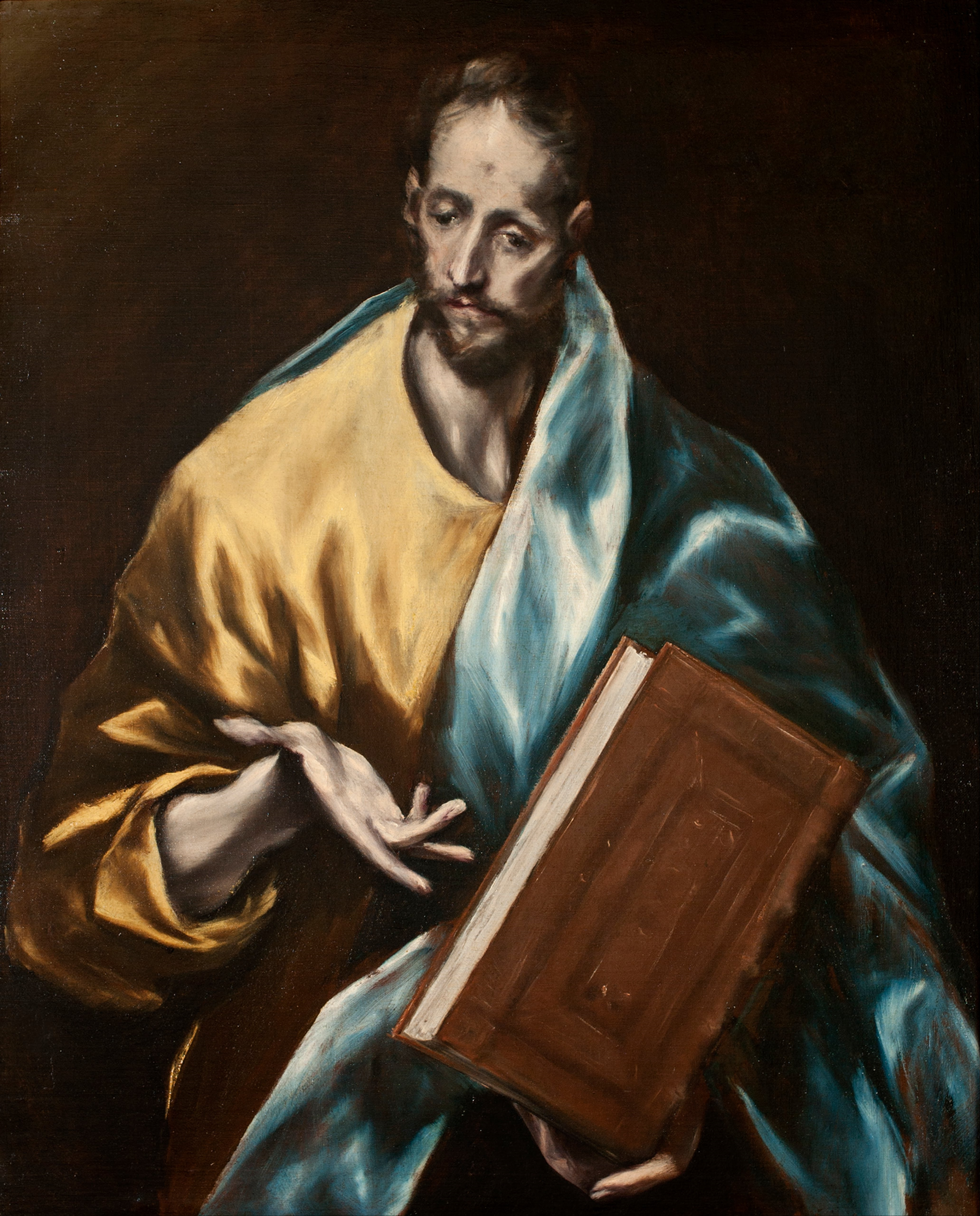
Le Greco : Saint Jacques le Mineur (1609).

## Protection
La cathédrale fait l’objet d’un classement en Espagne au titre de bien d'intérêt culturel depuis le 14 mai 1909.

## Lieu de tournage
En 2018, des séquences ont été tournées dans la cathédrale dans le cadre d'un numéro de l'émission Secrets d'Histoire  consacré à Blanche de Castille, intitulé  Blanche de Castille, la reine mère a du caractère..., diffusé le 5 juillet 2018 sur France 2.